# Gatineau (circonscription provinciale)
Pour les articles homonymes, voir Gatineau (homonymie).
Circonscription électorale provinciale du Canada
Gatineau est une circonscription électorale provinciale du Québec situé dans la région administrative de l'Outaouais. 

## Historique
En 1930 le district électoral de Gatineau se détache de celui de Hull. Il s'étend sur le même territoire que le comté municipal de Gatineau, créé en même temps. Son territoire est par la suite modifié à plusieurs reprises lors des différentes refontes de la carte électorale. En 1972, ses limites au sud avec les circonscriptions de Hull, Papineau et Pontiac-Témiscamingue sont modifiées, tandis qu'au nord, peu peuplé, son territoire est considérablement agrandi . En 1980, sa limite avec Pontiac au sud est modifiée, et d'autres ajustements sont effectués. En 1985, les changements effectués sont mineurs. En 1992, Gatineau gagne un peu de territoire sur Chapleau, et en 2001 une portion plus importante de Chapleau est transférée à Gatineau, tandis que le nord de la circonscription est réduit en faveur des circonscriptions voisines. En 2011, la municipalité de Val-des-Monts passe de Papineau à Gatineau, tandis que, dans les secteurs urbains au sud, Gatineau cède certains quartiers à Chapleau et Hull.
La circonscription de Gatineau est considérée comme une forteresse du Parti libéral et du fédéralisme. Elle fut toujours représentée par un député libéral de 1962 à 2018, où la Coalition avenir Québec réussit à y élire un premier député.
Son nom fait référence à la rivière Gatineau, elle-même nommée en l'honneur de l'explorateur Nicolas Gatineau.

## Territoire et limites
La circonscription comprend une partie de la ville de Gatineau, soit en gros le nord de la ville. Elle comprend également les municipalités et territoires suivants:
- Aumond
- Blue Sea
- Bois-Franc
- Bouchette
- Cantley
- Cascades-Malignes (territoire non-organisé)
- Cayamant
- Chelsea
- Déléage
- Denholm
- Dépôt-Échouani (territoire non-organisé)
- Egan-Sud
- Gracefield
- Grand-Remous
- Kazabazua
- Kitigan Zibi (réserve indienne)
- Lac-Lenôtre (territoire non-organisé)
- Lac-Moselle (territoire non-organisé)
- Lac-Pythonga (territoire non-organisé)
- Lac-Rapide (réserve indienne)
- Lac-Sainte-Marie
- La Pêche
- Low
- Maniwaki
- Messines
- Montcerf-Lytton
- Sainte-Thérèse-de-la-Gatineau
- Val-des-Monts

## Liste des députés
| Années | Années      | Député                    | Parti            |
| ------ | ----------- | ------------------------- | ---------------- |
|        | 1931 - 1934 | Augustin-Armand Legault   | Libéral          |
|        | 1935 - 1936 | Joseph-Barthélémi Merleau | Libéral          |
|        | 1936 - 1939 | Georges-Adélard Auger     | Union nationale  |
|        | 1939 - 1944 | Joseph-Célestin Nadon     | Libéral          |
|        | 1944 - 1948 | Joseph-Célestin Nadon     | Libéral          |
|        | 1948 - 1952 | Gérard Desjardins         | Union nationale  |
|        | 1952 - 1956 | Gérard Desjardins         | Union nationale  |
|        | 1956 - 1960 | Gérard Desjardins         | Union nationale  |
|        | 1960 - 1962 | Gérard Desjardins         | Union nationale  |
|        | 1962 - 1966 | Roy Fournier              | Libéral          |
|        | 1966 - 1970 | Roy Fournier              | Libéral          |
|        | 1970 - 1972 | Roy Fournier              | Libéral          |
|        | 1972 - 1973 | Michel Gratton            | Libéral          |
|        | 1973 - 1976 | Michel Gratton            | Libéral          |
|        | 1976 - 1981 | Michel Gratton            | Libéral          |
|        | 1981 - 1985 | Michel Gratton            | Libéral          |
|        | 1985 - 1989 | Michel Gratton            | Libéral          |
|        | 1989 - 1994 | Réjean Lafrenière         | Libéral          |
|        | 1994 - 1998 | Réjean Lafrenière         | Libéral          |
|        | 1998 - 2003 | Réjean Lafrenière         | Libéral          |
|        | 2003 - 2007 | Réjean Lafrenière         | Libéral          |
|        | 2007 - 2008 | Stéphanie Vallée          | Libéral          |
|        | 2008 - 2012 | Stéphanie Vallée          | Libéral          |
|        | 2012 - 2014 | Stéphanie Vallée          | Libéral          |
|        | 2014 - 2018 | Stéphanie Vallée          | Libéral          |
|        | 2018 - 2022 | Robert Bussière           | Coalition avenir |
|        | 2022 - ...  | Robert Bussière           | Coalition avenir |

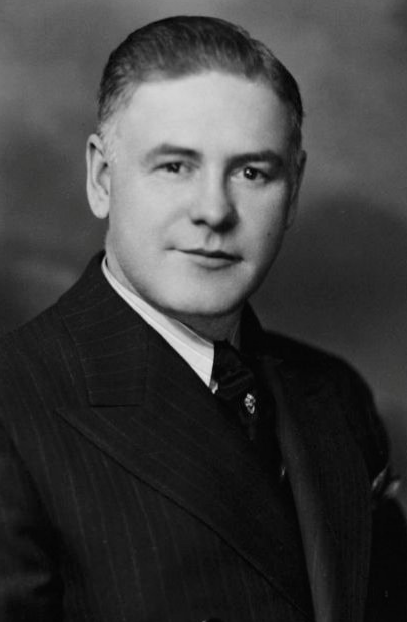
Joseph-Célestin Nadon est député de Gatineau de 1939 à 1948 pour le Parti libéral du Québec.

Légende: Les années en italiques indiquent les élections partielles.

## Résultats électoraux
|                                                                                               | Nom                       | Parti                    | Nombre de voix | %      | Maj.  |
| --------------------------------------------------------------------------------------------- | ------------------------- | ------------------------ | -------------- | ------ | ----- |
|                                                                                               | Robert Bussière (sortant) | Coalition avenir         | 17 055         | 46,7 % | 9 918 |
|                                                                                               | Caryl Green               | Libéral                  | 7 137          | 19,6 % | -     |
|                                                                                               | Laura Avalos              | Québec solidaire         | 4 415          | 12,1 % | -     |
|                                                                                               | Joëlle Jammal             | Conservateur             | 3 927          | 10,8 % | -     |
|                                                                                               | Raphaël Déry              | Parti québécois          | 3 542          | 9,7 %  | -     |
|                                                                                               | Danilo Velasquez          | Parti canadien du Québec | 327            | 0,9 %  | -     |
|                                                                                               | Robert Dupuis             | Démocratie directe       | 88             | 0,2 %  | -     |
| Total                                                                                         | Total                     | Total                    | 36 491         | 100 %  |       |
| Le taux de participation lors de l'élection était de 58,8 % et 383 bulletins ont été rejetés. |                           |                          |                |        |       |

|                                                                                               | Nom                      | Parti              | Nombre de voix | %      | Maj.  |
| --------------------------------------------------------------------------------------------- | ------------------------ | ------------------ | -------------- | ------ | ----- |
|                                                                                               | Robert Bussière          | Coalition avenir   | 14 586         | 41,7 % | 3 932 |
|                                                                                               | Luce Farrell             | Libéral            | 10 654         | 30,5 % | -     |
|                                                                                               | Milan Bernard            | Québec solidaire   | 4 517          | 12,9 % | -     |
|                                                                                               | Jonathan Carreiro-Benoit | Parti québécois    | 3 148          | 9 %    | -     |
|                                                                                               | Jasper Boychuk           | Vert               | 1 271          | 3,6 %  | -     |
|                                                                                               | Mario Belec              | Conservateur       | 697            | 2 %    | -     |
|                                                                                               | Alexandre Deschênes      | Marxiste-léniniste | 71             | 0,2 %  | -     |
| Total                                                                                         | Total                    | Total              | 34 944         | 100 %  |       |
| Le taux de participation lors de l'élection était de 59,8 % et 441 bulletins ont été rejetés. |                          |                    |                |        |       |

|                                                                                               | Nom                         | Parti              | Nombre de voix | %      | Maj.   |
| --------------------------------------------------------------------------------------------- | --------------------------- | ------------------ | -------------- | ------ | ------ |
|                                                                                               | Stéphanie Vallée (sortante) | Libéral            | 22 852         | 61,6 % | 16 355 |
|                                                                                               | Cédric Sarault              | Parti québécois    | 6 497          | 17,5 % | -      |
|                                                                                               | André Paradis               | Coalition avenir   | 5 198          | 14 %   | -      |
|                                                                                               | Alexis Harvey               | Québec solidaire   | 2 255          | 6,1 %  | -      |
|                                                                                               | Marcel Vaive                | Option nationale   | 160            | 0,4 %  | -      |
|                                                                                               | Alexandre Deschênes         | Marxiste-léniniste | 146            | 0,4 %  | -      |
| Total                                                                                         | Total                       | Total              | 37 108         | 100 %  |        |
| Le taux de participation lors de l'élection était de 65,2 % et 467 bulletins ont été rejetés. |                             |                    |                |        |        |

|                                                                                               | Nom                         | Parti              | Nombre de voix | %      | Maj.  |
| --------------------------------------------------------------------------------------------- | --------------------------- | ------------------ | -------------- | ------ | ----- |
|                                                                                               | Stéphanie Vallée (sortante) | Libéral            | 16 835         | 45,7 % | 6 752 |
|                                                                                               | Maude Tremblay              | Parti québécois    | 10 083         | 27,4 % | -     |
|                                                                                               | Michel Halloran             | Coalition avenir   | 6 923          | 18,8 % | -     |
|                                                                                               | Francis Da Silva-Casimiro   | Québec solidaire   | 1 648          | 4,5 %  | -     |
|                                                                                               | Brandon Bolduc              | Vert               | 913            | 2,5 %  | -     |
|                                                                                               | Nicolas Lepage              | Option nationale   | 372            | 1 %    | -     |
|                                                                                               | Yvon Breton                 | Marxiste-léniniste | 87             | 0,2 %  | -     |
| Total                                                                                         | Total                       | Total              | 36 861         | 100 %  |       |
| Le taux de participation lors de l'élection était de 66,2 % et 310 bulletins ont été rejetés. |                             |                    |                |        |       |

|                                                                                               | Nom                         | Parti               | Nombre de voix | %      | Maj.  |
| --------------------------------------------------------------------------------------------- | --------------------------- | ------------------- | -------------- | ------ | ----- |
|                                                                                               | Stéphanie Vallée (sortante) | Libéral             | 14 566         | 59,8 % | 7 399 |
|                                                                                               | Thérèse Viel-Déry           | Parti québécois     | 7 167          | 29,4 % | -     |
|                                                                                               | Serge Charette              | Action démocratique | 2 318          | 9,5 %  | -     |
|                                                                                               | Benoit Legros               | Marxiste-léniniste  | 306            | 1,3 %  | -     |
| Total                                                                                         | Total                       | Total               | 24 357         | 100 %  |       |
| Le taux de participation lors de l'élection était de 49,5 % et 423 bulletins ont été rejetés. |                             |                     |                |        |       |

| Gatineau                             | Gatineau                             | Gatineau                             | Gatineau                             | Gatineau                             | Gatineau                             | Gatineau                             | Gatineau                             | Gatineau                             | Gatineau                             |
| Élection générale québécoise de 2007 | Élection générale québécoise de 2007 | Élection générale québécoise de 2007 | Élection générale québécoise de 2007 | Élection générale québécoise de 2007 | Élection générale québécoise de 2003 | Élection générale québécoise de 2003 | Élection générale québécoise de 2003 | Élection générale québécoise de 2003 | Élection générale québécoise de 2003 |
| Candidat                             | Candidat                             | Parti                                | # de voix                            | % des voix                           | Candidat                             | Candidat                             | Parti                                | # de voix                            | % des voix                           |
| ------------------------------------ | ------------------------------------ | ------------------------------------ | ------------------------------------ | ------------------------------------ | ------------------------------------ | ------------------------------------ | ------------------------------------ | ------------------------------------ | ------------------------------------ |
|                                      | Stéphanie Vallée                     | Libéral                              | 13 602                               | 44,95 %                              |                                      | Réjean Lafrenière                    | Libéral                              | 16 481                               | 60,69 %                              |
|                                      | Thérèse Viel-Déry                    | Parti québécois                      | 7 210                                | 23,83 %                              |                                      | Dominique Bedwell                    | Parti québécois                      | 6 663                                | 24,54 %                              |
|                                      | Martin Otis                          | ADQ                                  | 6 447                                | 21,31 %                              |                                      | Brian Gibb                           | ADQ                                  | 3 494                                | 12,87 %                              |
|                                      | Gail Lemmon Walker                   | Vert                                 | 1 958                                | 6,47 %                               |                                      | Julie Mercier                        | UFP                                  | 423                                  | 1,56 %                               |
|                                      | Carmen J. Boucher                    | Québec solidaire                     | 896                                  | 2,96 %                               |                                      | Françoise Roy                        | Marxiste-léniniste                   | 95                                   | 0,35 %                               |
|                                      | Lisa Leblanc                         | Marxiste-léniniste                   | 146                                  | 0,48 %                               |                                      |                                      |                                      |                                      |                                      |
| Total                                | Total                                | Total                                | 30 259                               |                                      | Total                                | Total                                | Total                                | 27 156                               |                                      |
| Taux de participation                | Taux de participation                | Taux de participation                | Taux de participation                | 63,41 %                              | Taux de participation                | Taux de participation                | Taux de participation                | Taux de participation                | 60,58 %                              |

## Référendums
|  | Référendum                     | % du OUI | % du NON | Taux de participation |
|  | Référendum de 1980             | 25,02 %  | 74,98 %  | 84,79 %               |
|  | Accord de Charlottetown (1992) | 58,87 %  | 41,13 %  | 78,24 %               |
|  | Référendum de 1995             | 29,90 %  | 70,10 %  | 93,40 %               |